# Gian-Carlo Rota

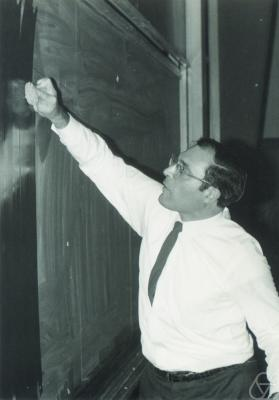
Gian-Carlo Rota

Gian-Carlo Rota (* 27. April 1932 in Vigevano, Italien; † 18. April 1999 in Cambridge, Massachusetts, USA) war ein italienisch-amerikanischer Mathematiker, der sich mit Analysis, Wahrscheinlichkeitstheorie und insbesondere mit Kombinatorik beschäftigte. Er gilt als Begründer der modernen Kombinatorik.

## Leben und Werk
Rotas Vater war Bauingenieur und Architekt und musste sich als überzeugter Antifaschist Ende des Zweiten Weltkriegs vor den italienischen Faschisten, auf deren Todesliste er stand, in Norditalien verstecken. Einer seiner Onkel war Drehbuchautor für Federico Fellini. Rota wanderte mit seiner Familie erst nach Ecuador aus.
1950 ging Rota zum Studium in die USA. Von 1950 bis 1953 studierte er an der Princeton University (Bachelor-Abschluss summa cum laude), 1954 an der Yale University (Master-Abschluss 1954), wo er an dem Seminar teilnahm, aus dem das bekannte Lehrbuch Linear Operators von Nelson Dunford und Jacob T. Schwartz hervorging. 1956 promovierte er bei Jacob T. Schwartz an der Yale University über Differentialgleichungen (Extension theory of differential operators). 1956/7 war er als Post-Doc am Courant Institute of Mathematical Sciences of New York University und danach bis 1959 Benjamin Pierce Instructor an der Harvard University.
Ab 1959 war er am Massachusetts Institute of Technology, wo er den Rest seiner Karriere blieb, bis auf zwei Jahre 1965 bis 1967 an der Rockefeller University. Er war Professor für Angewandte Mathematik am MIT und ab 1972 zusätzlich für Philosophie. 1962 wurde er Sloan Research Fellow.
Zusätzlich arbeitete er für das Los Alamos National Laboratory (als Berater 1966 bis 1971 und schließlich als Senior Fellow des Labors, an dem er Vorlesungen hielt), wo auch sein Freund Stanislaw Ulam arbeitete. 1966 bis 1971 war er Berater bei der Rand Corporation und 1969 bis 1973 am Brookhaven National Laboratory. Außerdem arbeitete er für die National Security Agency (NSA), deren Medal of Distinguished Service er 1992 erhielt. 
In den 1970er Jahren stellte er den Umbral-Kalkül mit Steven Roman auf strenge Grundlagen.
Er starb unerwartet zu Hause im Schlaf an einem Herzinfarkt.
Rota arbeitete zuerst über Funktionalanalysis und Differentialgleichungen und kam über die Ergodentheorie zur Kombinatorik. 1964 veröffentlichte er eine Arbeit On the Foundations of Combinatorial Theory die das Gebiet der Kombinatorik, vorher überwiegend als eine kaum miteinander verbundene Ansammlung mathematischer Tricks betrachtet, vollkommen erneuerte und in die Hauptströmungen der Mathematik einbettete. Unter demselben Serientitel erschienen 1970 bis 1972 und 1992 noch neun weitere Arbeiten. 1988 erhielt er dafür den Leroy P. Steele Prize der American Mathematical Society. 1978 war er Invited Speaker auf dem Internationalen Mathematikerkongress in Helsinki (Recent progress in combinatorics) und 1970 in Nizza (Combinatorial theory- old and new).
Er war seit 1956 mit Teresa Rondón verheiratet (Scheidung 1980). Rota sprach neben Italienisch und Englisch auch fließend Französisch und Spanisch. Er hatte auch philosophische Interessen, schrieb philosophische Essays und war Mitglied mehrerer philosophischer Gesellschaften wie dem Heidegger Circle und dem Husserl Circle.
1982 wurde er Mitglied der National Academy of Sciences und war außerdem Mitglied der American Academy of Arts and Sciences (1963), der argentinischen Akademie der Wissenschaften, des Institute of Mathematical Statistics. 1995 bis 1997 war er Vizepräsident der American Mathematical Society. Rota war mehrfacher Ehrendoktor (Universität Straßburg, L’Aquila, Bologna, Brooklyn Polytechnical University)
Zu seinen Doktoranden zählt Richard P. Stanley.

## Schriften
- mit Garrett Birkhoff: Ordinary Differential Equations. Ginn, Boston MA 1962 (4th edition. Wiley, New York NY u. a. 1989, ISBN 0-471-50020-8).
- mit Henry H. Crapo: On the foundations of combinatorial theory. Combinatorial geometries. Preliminary edition. MIT Press, Cambridge MA u. a. 1970, ISBN 0-262-53016-3 (Preliminary edition, 2nd printing. ebenda 1976).
- mit Peter Doubilet und Joel Stein: On the foundations of combinatorial theory: IX Combinatorial methods in invariant theory. In: Studies in Applied Mathematics. Band 53, 1974, ISSN 0022-2526, S. 185–216, online (PDF; 1,52 MB).
- mit Peter Doubilet u. a.: Finite operator calculus. Academic Press, New York NY u. a. 1975, ISBN 0-12-596650-4.
- mit Joseph P. S. Kung: The invariant theory of binary forms. In: Bulletin of the American Mathematical Society. NS Vol. 10, Nr. 1, January 1984, ISSN 0273-0979, S. 27–85, (PDF; 4,63 MB).
- Mathematics, Philosophy and Artificial Intelligence. A dialogue with Gian-Carlo Rota and David Sharp. In: Los Alamos Science. Nr. 15, Spring/Summer 1985, ISSN 0273-7116, S. 94–104, online (PDF; 2,59 MB).
- mit Mark Kac und Jacob T. Schwartz: Discrete Thoughts. Essays on mathematics, science and philosophy. Birkhäuser, Boston MA 1986, ISBN 0-8176-3285-9 (Revised and corrected edition. ebenda 1992, ISBN 3-7643-3636-6; Reprint of the 1992 2nd edition, revised and corrected edition. ebenda 2008, ISBN 978-0-8176-4774-2).
- als Herausgeber mit Ira Gessel: Classic Papers in Combinatorics. Birkhäuser, Boston u. a. 1987, ISBN 3-7643-3364-2 (auch einige von Rotas eigenen Arbeiten sind hier wieder abgedruckt).
- mit Frank D. Grosshans und Joel A. Stein: Invariant theory and superalgebras (= Regional Conference Series in Mathematics. Vol. 69). American Mathematical Society, Providence RI 1987, ISBN 0-8218-0719-6.
- The Lost Café. In: Stanislaw Ulam 1909–1984. (= Los Alamos Science. Nr. 15 = Special Issue). Los Alamos National Laboratory, Los Alamos NM 1987, S. 23–32, online (PDF; 1,51 MB).
- Joseph P. Kung (Hrsg.): Gian-Carlo Rota on combinatorics. Introductory papers and commentaries. Birkhäuser Verlag,  Boston MA u. a. 1995, ISBN 3-7643-3713-3.
- Light shadows: remembrances of yale in the early fifties. In: Mathematical Intelligencer. Vol. 18, Nr. 3, 1996, ISSN 0343-6993, S. 44–51, doi:10.1007/BF03024310.
- Indiscrete Thoughts. Birkhäuser, Boston u. a. 1997, ISBN 3-7643-3866-0 (Essays).
- mit Daniel A. Klain: Introduction to geometric probability. Cambridge University Press, Cambridge u. a. 1997, ISBN 0-521-59362-X.
- The Many Lives of Lattice Theory. In: Notices of the American Mathematical Society. Vol. 44, Nr. 11, December 1997, ISSN 0002-9920, S. 1440–1445, (PDF; 112 KB).
- Jean G. Dhombres, Joseph P. S. Kung, Norton Starr (Hrsg.): Gian-Carlo Rota on analysis and probability. Selected papers with commentaries. Birkhäuser, Boston MA u. a. 2003, ISBN 3-7643-4275-7.
- mit Joseph P. S. Kung und Catherine H. Yan: Combinatorics. The Rota Way. Cambridge University Press, Cambridge u. a. 2009, ISBN 978-0-521-88389-4.